# Slumber Party Massacre II
Slumber Party Massacre II è un film horror slasher del 1987 scritto e diretto da Deborah Broke.

## Distribuzione
Come gli altri capitoli della saga, Slumber Party Massacre II non è mai stato distribuito in Italia.

## Sequel
Il seguito è Slumber Party Massacre III, con cui si conclude la trilogia.